# Kaçkar
El Kackar (en turco, Kaçkar Dağı) y en armenio Khachkar, con una altura de 3931 m s. n. m., es el pico más alto de los montes Kaçkar. La montaña puede ascenderse por la ruta de la cresta noreste comenzando desde la villa de Yukarı Kavrun.